# Relações entre Albânia e Estados Unidos
As relações entre Albânia e Estados Unidos são as relações diplomáticas estabelecidas entre a República da Albânia e os Estados Unidos da América. Estas relações, estabelecidas pela primeira vez em 1922, foram interrompidas quando a Itália assumiu o controle dos assuntos externos da Albânia em 1939. Após a derrota italiana na Segunda Guerra Mundial, uma missão informal dos Estados Unidos foi enviada à Albânia, em 1945, para estudar a possibilidade de restabelecer relações com o regime da Frente de Libertação Nacional (FLN); no entanto, divergências levaram os Estados Unidos a retirarem a missão, em novembro de 1946. Após a Segunda Guerra Mundial, sob o governo comunista de Enver Hoxha, a Albânia foi uma das nações mais diplomaticamente isoladas do mundo. Após a morte de Hoxha e de subseqüentes reformas liberais, políticas e sociais, a Albânia e os Estados Unidos restabeleceram as relações diplomáticas.

## Tratados
Em 2003, a Albânia e os Estados Unidos assinaram e ratificaram uma série de acordos, incluindo um tratado sobre a prevenção da proliferação de armas de destruição em massa e da criação de militares e as relações de defesa, a Carta do Adriático. Os Estados Unidos apoiavam firmemente que a Albânia fizesse parte da União Europeia e da OTAN. Em abril de 2008, a Otan passou a ter Albânia como membro, e em outubro de 2008, George Bush assinou diversos tratados com a Albânia e declarou: "O povo da Albânia e da Croácia estão ajudando a mover o mundo mais perto de um grande triunfo da história - uma Europa que é de todos, uma Europa que é está em paz."  A Albânia aderiu à OTAN em 2009, juntamente com a Croácia.